# Padew Narodowa
Padew Narodowa è un comune rurale polacco del distretto di Mielec, nel voivodato della Precarpazia.
Ricopre una superficie di 70,55 km² e nel 2005 contava 5 492 abitanti.